# Polittico della Madonna (Marinoni)
Il polittico della Madonna, conosciuto anche come il  polittico dell'Immacolata Concezione, è un'opera a tempera su tavola, eseguita da Antonio Marinoni della bottega Marinoni di Desenzano al Serio e conservata presso la sagrestia della chiesa della Natività di Maria Vergine di Monte di Nese.

## Storia
Il polittico conservato presso la sagrestia della chiesa parrocchiale di Monte di Nese, venne smembrato e ricomposto ma probabilmente non ha la conformazione originale. Il polittico faceva sicuramente parte delle opere presenti nell'antica chiesa trecentesca intitolata alla Natività di Maria Vergine nel 1444. La visita pastorale di san Carlo Borromeo del 1575 descrive un altare dedicato all'Immacolata Concezione: sub fornice picta, habet iconam magnam inauratam. La chiesa conservava anche affreschi attribuiti alla medesima bottega poi strappati e conservati nella nuova parrocchia raffiguranti l'Assunzione di Maria, apostoli e santi, si potrebbe considerare che fossero presenti sul medesimo altare, e non su quello maggiore.
Il parroco della chiesa nel XVII secolo mandò a Donato Calvi, un elenco delle opere presenti perché potesse completare il suo Effemeride sacra profana di quanto di memorabile sia successo in Bergamo che cita: Ai lati dell'altare della Concezione sono in tavola di pittura S. Gioacchino e S. Anna, questa seconda è stimatissima. In cornu epistole è la tavola di S. Sebastiano molto bella e stimata forse l'ultimo a descrivere l'opera in questo modo che risulta fosse stata smembrata già dal '600 anche se non vi è nessun'altra testimonianza della presenza di un san Sebastiano, forse questo indicherebbe un lavoro di Bartolomeo Vivarini, risultano infatti venduti affreschi provenienti dal porticato prossimo la chiesa eseguiti dall'artista.
La raffigurazione dei genitori di Maria non è unica della bottega marinoniana, conservato a Torino il pannello datato nella prima decina del 1500 con il medesimo soggetto. Giovanni Maironi da Ponte lo indicherà come molto devastato nei primi anni del XIX secolo, mentre Elia Fornoni lo descriverà già collocato nella nuova parrocchia in cattivo stato di conservazione ma aggiudicandolo alla bottega dei Gavazzi. Sarà solo nel 1979 lo storico Francesco Rossi a collegare questo lavoro alla bottega dei Marinoni

## Descrizione
Il polittico si compone su due registri. Quello superiore presenta le raffigurazioni a mezzo busto di un profeta nello scomparto di sinistra e di un angelo orante in quello di destra; il profeta, per qualcuno identificvato invece in san Giuseppe,  ha sul lembo inferiore la dicitura della Generi: DIXIT DEUS FIAT LUX ET FACTA EST LUX ET VIDIT DEUS LUCEM QUOD ESSET BONA, probabile allusione alla statua della Madonna posta nel comparto centrale; l'angelo riporta la scritta TU SOLUS SANCTUS SANCTAM PRESERVASTI, TU SOLUS DOMINUS MARIAM FABBRICASTI. TU SOLUS ALTISSIMUS MARIAM SULIMASTI IUSUS CHISTI, anche questo riferito alla Vergine.
Sul registro inferiore vi è la raffigurazione di san Gioacchino a sinistra e sant'Anna a destra entrambi a figura intera avvolti in un cartiglio riprendente la profezia di Isaia 7:14: ECCE VIRGO CONCIPIET e ECCE VIRGO PEPERIT. 
I due registri sono divisi da una parte dipinta con la rappresentazione dei santi che furono interpreti del lungo e periglioso percorso che il dogma dell'Immacolata Concezione ebbe all'interno della chiesa tra i francescani, i domenicani e i Dottori della Chiesa e che quindi sono sicuramente riconducibili all'altare detto della Concezione con una raffigurazione coerente sia stilisticamente che iconograficamente. Ai lati vi sono i domenicani san Domenico e Tommaso d'Aquino,  successivamente due santi vescovi d'oriente san Cirillo e san Basilio, seguono due teologi francescani Giovanni Scoto e Alessandro di Halex, inoltre il Papa Alessandro IV sostenitore dei francescani e san Bernardo a cui si fa chiaro riferimento alla Madonna. Il dogma non si riferisce alla verginità della Madonna, ma alla sua nascita senza il peccato originale, da qui si collega la raffigurazione e la storia di Gioacchino e Anna, suoi genitori. I cartigli presenti nelle raffigurazioni dei santi sono una affermazione del dogma e della grandezza della Madonna. Il polittico e i cartigli posto su di esso sono una testimonianza reale di quanto fosse importante e vivo il dibattito all'interno della chiesa già dal XVI secolo. Probabilmente questa parte era la predella posta nella parte terminale del polittico. Centrale nel registro inferiore è posizionato il tabernacolo.
Sotto l'aspetto iconografico non vi sono dubbi sulla realizzazione marinoniana probabilmente del primo quarto del XVI secolo, assonanza stringente è la raffigurazione del profeta con san Gioacchino presente nel santi Gioacchino e Anna conservato a Torino. Potrebbe essere stato realizzato dalla terza generazione della bottega di Desenzano al Serio, quindi da Antonio, Bernardino con i figli.
La statua della Vergine posta nel registro superiore non è sicuramente parte dell'antica rappresentazione anche se sicuramente una statua della Vergine doveva essere presente nella nicchia.